# Lasztu
Lasztu (perski: لشتو) – wieś w Iranie, w ostanie Mazandaran. W 2006 roku miejscowość liczyła 430 mieszkańców w 131 rodzinach.